# Журавлиний (ландшафтний заказник)
Журавли́ний — ландшафтний заказник місцевого значення в Україні. Об'єкт природно-заповідного фонду Львівської області.
Розташований у межах Буської міської громади Золочівського району Львівської області, на північний схід від села Соколя.
Площа 167,2 га. Статус надано згідно з рішенням облради від 13.09.2016 року. Перебуває у віданні ДП «Буське лісове господарство» (Соколянське л-во, кв. 62, вид.16-21; кв. 63 вид. 14-16; кв. 72, вид. 1-29; кв. 73, вид. 1, 3-12; кв. 74, вид. 5-15).
Статус надано для збереження частини лісового масиву як одного з основних на Львівщині місць гніздування журавля сірого, виду, занесеного до Червоної книги України. Територія заказника розташована в долині річки Ясеницький Рів.